# Società Sportiva Calcio Napoli 1980-1981
Questa voce raccoglie le informazioni riguardanti la Società Sportiva Calcio Napoli nelle competizioni ufficiali della stagione 1980-1981.

## Stagione
Nella stagione 1980-1981 il nuovo allenatore partenopeo è Rino Marchesi. In estate è stata decisa la riapertura del mercato dei calciatori stranieri, uno per ogni squadra del massimo campionato, al Napoli è giunto il libero olandese Ruud Krol che in Olanda aveva vinto tutto, portando con sé molto entusiasmo.
Dopo un incerto inizio del campionato, il Napoli ha spiccato il volo alla quinta giornata rifilando un sonoro (4-0) alla Roma, una delle favorite per la conquista del titolo, e mettendo in mostra un calcio giocato in modo efficace, tanto da far sognare lo scudetto ai tifosi napoletani. Il brusco risveglio il 26 aprile in uno Stadio San Paolo gremito, quando la cenerentola del campionato il Perugia, ha vinto (0-1) grazie ad una autorete al primo minuto di gioco. Sgretolati i sogni, è rimasto vivido il ricordo di una stagione memorabile, chiusa con 38 punti al terzo posto, alle spalle della Juventus, campione d'Italia con 44 punti e della Roma seconda con 42 punti.
Nella Coppa Italia il Napoli, prima del campionato ha disputato il quinto girone di qualificazione, con 7 punti lo ha vinto con il Bologna. La squadra emiliana per miglior differenza reti è passata ai Quarti di finale della manifestazione.

## Organigramma societario
Area direttiva
- Presidente: Corrado Ferlaino
- Capo Ufficio stampa: Carlo Iuliano

Area tecnica
- Allenatore: Rino Marchesi

Area sanitaria
- Medico sociale: Emilio Acampora
- Massaggiatore: Salvatore Carmando

## Divise
Il fornitore tecnico è Ennerre.
| Casa | Trasferta |

## Rosa

Da sinistra: il neoacquisto Ruud Krol, primo straniero del Napoli dalla riapertura delle frontiere, posa col romanista Falcão in occasione del derby del Sole dell'8 marzo 1981.

| N. |                        | Ruolo | Calciatore           |
| -- | ---------------------- | ----- | -------------------- |
|    | Italia (bandiera)      | P     | Luciano Castellini   |
|    | Italia (bandiera)      | P     | Pasquale Fiore       |
|    | Italia (bandiera)      | D     | Francesco Ciccarelli |
|    | Italia (bandiera)      | D     | Giuseppe Bruscolotti |
|    | Italia (bandiera)      | D     | Armando Cascione     |
|    | Italia (bandiera)      | D     | Moreno Ferrario      |
|    | Paesi Bassi (bandiera) | D     | Ruud Krol            |
|    | Italia (bandiera)      | D     | Luciano Marangon     |
|    | Italia (bandiera)      | D     | Raimondo Marino      |
|    | Italia (bandiera)      | C     | Costanzo Celestini   |

| N. |                   | Ruolo | Calciatore         |
| -- | ----------------- | ----- | ------------------ |
|    | Italia (bandiera) | C     | Mario Guidetti     |
|    | Italia (bandiera) | C     | Enrico Nicolini    |
|    | Italia (bandiera) | C     | Claudio Vinazzani  |
|    | Italia (bandiera) | A     | Antonio Capone     |
|    | Italia (bandiera) | A     | Giuseppe Damiani   |
|    | Italia (bandiera) | A     | Gaetano Musella    |
|    | Italia (bandiera) | A     | Francesco Palo     |
|    | Italia (bandiera) | A     | Claudio Pellegrini |
|    | Italia (bandiera) | A     | Walter Speggiorin  |

## Risultati

### Serie A

#### Girone di andata
| Arbitro: | Tonolini (Milano) |

|                    |           |            |
| Musella 59’ (rig.) | Marcatori | 67’ Sabato |

| Arbitro: | Benedetti (Roma) |

|                                 |           |                                |
| Torrisi 56’, 84’ S. Boldini 70’ | Marcatori | 36’ (aut.) Anzivino 87’ Capone |

| Arbitro: | Lops (Torino) |

|                |           |  |
| Pellegrini 88’ | Marcatori |  |

| Arbitro: | Bergamo (Livorno) |

|                                         |           |  |
| Altobelli 9’ Oriali 78’ Krol 86’ (aut.) | Marcatori |  |

| Arbitro: | Michelotti (Parma) |

|                                                                              |           |  |
| V. Romano 24’ (aut.) Pellegrini 32’ Di Bartolomei 56’ (aut.) E. Nicolini 61’ | Marcatori |  |

| Cagliari 26 ottobre 1980 6ª giornata | Cagliari       | 0 – 0 referto | Napoli | Stadio Sant'Elia (24 021 spett.)\| Arbitro: \| Pieri (Genova) \| |
| Arbitro:                             | Pieri (Genova) |               |        |                                                                  |

| Arbitro: | Longhi (Roma) |

|                |           |  |
| Pellegrini 52’ | Marcatori |  |

| Arbitro: | Casarin (Milano) |

|             |           |                |
| Fiorini 73’ | Marcatori | 67’ Pellegrini |

| Arbitro: | Lops (Torino) |

|                |           |                  |
| Pellegrini 11’ | Marcatori | 63’ (rig.) Penzo |

| Arbitro: | Benedetti (Roma) |

|             |           |                                |
| Musella 38’ | Marcatori | 14’, 84’ P. Pulici 15’ Volpati |

| Perugia 21 dicembre 1980 11ª giornata | Perugia              | 0 – 0 referto | Napoli | Stadio Renato Curi (9 689 spett.)\| Arbitro: \| Barbaresco (Cormons) \| |
| Arbitro:                              | Barbaresco (Cormons) |               |        |                                                                         |

| Arbitro: | Prati (Parma) |

|  |           |             |
|  | Marcatori | 79’ Musella |

| Arbitro: | Ballerini (La Spezia) |

|                    |           |  |
| Pellegrini 5’, 85’ | Marcatori |  |

| Arbitro: | Casarin (Milano) |

|              |           |               |
| Tardelli 58’ | Marcatori | 2’ Pellegrini |

| Arbitro: | Lattanzi (Roma) |

|              |           |  |
| Guidetti 65’ | Marcatori |  |

#### Girone di ritorno
| Catanzaro 8 febbraio 1981 16ª giornata | Catanzaro      | 0 – 0 referto | Napoli | Stadio Militare (16 626 spett.)\| Arbitro: \| Pieri (Genova) \| |
| Arbitro:                               | Pieri (Genova) |               |        |                                                                 |

| Arbitro: | Prati (Parma) |

|             |           |  |
| Damiani 15’ | Marcatori |  |

| Arbitro: | Longhi (Roma) |

|  |           |             |
|  | Marcatori | 89’ Damiani |

| Arbitro: | Michelotti (Parma) |

|              |           |  |
| Guidetti 14’ | Marcatori |  |

| Arbitro: | Barbaresco (Cormons) |

|            |           |                   |
| Pruzzo 50’ | Marcatori | 72’ W. Speggiorin |

| Arbitro: | Lops (Torino) |

|                     |           |  |
| Pellegrini 65’, 89’ | Marcatori |  |

| Avellino 22 marzo 1981 22ª giornata | Avellino         | 0 – 0 referto | Napoli | Stadio Partenio (32 543 spett.)\| Arbitro: \| D'Elia (Salerno) \| |
| Arbitro:                            | D'Elia (Salerno) |               |        |                                                                   |

| Arbitro: | Pieri (Genova) |

|                               |           |               |
| W. Speggiorin 36’ Damiani 38’ | Marcatori | 43’ Garritano |

| Arbitro: | Redini (Pisa) |

|              |           |                      |
| Podavini 87’ | Marcatori | 30’ Musella 85’ Krol |

| Arbitro: | Michelotti (Parma) |

|  |           |            |
|  | Marcatori | 6’ Musella |

| Arbitro: | Mattei (Macerata) |

|  |           |                    |
|  | Marcatori | 1’ (aut.) Ferrario |

| Arbitro: | Barbaresco (Cormons) |

|                     |           |               |
| Guidetti 42’ (rig.) | Marcatori | 26’ Sacchetti |

| Arbitro: | Menicucci (Firenze) |

|  |           |          |
|  | Marcatori | 90’ Palo |

| Arbitro: | Michelotti (Parma) |

|  |           |                     |
|  | Marcatori | 64’ (aut.) Guidetti |

| Arbitro: | Pieri (Genova) |

|                      |           |                |
| Vriz 54’ Gerolin 87’ | Marcatori | 19’ Pellegrini |

### Coppa Italia

#### Primo turno
| Arbitro: | Patrussi (Ravenna) |

|                |           |  |
| E. Nicolini 1’ | Marcatori |  |

| Arbitro: | Ciulli (Roma) |

|            |           |                    |
| Fabbri 72’ | Marcatori | 43’ (rig.) Musella |

| Arbitro: | Pairetto (Torino) |

|            |           |  |
| Capone 72’ | Marcatori |  |

| Arbitro: | Bergamo (Livorno) |

|                  |           |                                                 |
| Tosetto 25’, 36’ | Marcatori | 6’ Pellegrini 53’ (aut.) Cupini 66’ E. Nicolini |

### Torneo di Capodanno

#### Fase a gironi
| Arbitro: | Patrussi (Arezzo) |

|  |           |                      |
|  | Marcatori | 15’ (aut.) R. Marino |

| Arbitro: | Bianciardi (Siena) |

|                            |           |                            |
| Scanziani 22’ Bellotto 76’ | Marcatori | 74’ Damiani 83’ Speggiorin |

## Statistiche

### Statistiche di squadra
| Competizione | Punti | In casa | In casa | In casa | In casa | In casa | In casa | In trasferta | In trasferta | In trasferta | In trasferta | In trasferta | In trasferta | Totale | Totale | Totale | Totale | Totale | Totale | DR  |
| Competizione | Punti | G       | V       | N       | P       | Gf      | Gs      | G            | V            | N            | P            | Gf           | Gs           | G      | V      | N      | P      | Gf     | Gs     | DR  |
| ------------ | ----- | ------- | ------- | ------- | ------- | ------- | ------- | ------------ | ------------ | ------------ | ------------ | ------------ | ------------ | ------ | ------ | ------ | ------ | ------ | ------ | --- |
| Serie A      | 38    | 15      | 9       | 3       | 3       | 19      | 9       | 15           | 5            | 7            | 3            | 12           | 12           | 30     | 14     | 10     | 6      | 31     | 21     | +10 |
| Coppa Italia | 5     | 2       | 2       | 0       | 0       | 2       | 0       | 2            | 1            | 1            | 0            | 4            | 3            | 4      | 2      | 1      | 1      | 6      | 3      | +3  |
| Totale       |       | ..      | ..      | .       | .       | ..      | ..      | ..           | .            | ..           | .            | ..           | ..           | ..     | ..     | ..     | .      | ..     | ..     | +.. |

### Andamento in campionato
| Giornata  | 1 | 2 | 3 | 4 | 5 | 6 | 7 | 8 | 9 | 10 | 11 | 12 | 13 | 14 | 15 | 16 | 17 | 18 | 19 | 20 | 21 | 22 | 23 | 24 | 25 | 26 | 27 | 28 | 29 | 30 |
| --------- | - | - | - | - | - | - | - | - | - | -- | -- | -- | -- | -- | -- | -- | -- | -- | -- | -- | -- | -- | -- | -- | -- | -- | -- | -- | -- | -- |
| Luogo     | C | T | C | T | C | T | C | T | C | C  | T  | T  | C  | T  | C  | T  | C  | T  | C  | T  | C  | T  | C  | T  | T  | C  | C  | T  | C  | T  |
| Risultato | N | P | V | P | V | N | V | N | N | P  | N  | V  | V  | N  | V  | N  | V  | V  | V  | N  | V  | N  | V  | V  | V  | P  | N  | V  | P  | P  |
| Posizione | 5 | 8 | 7 | 7 | 5 | 5 | 4 | 2 | 5 | 8  | 5  | 4  | 3  | 3  | 3  | 3  | 3  | 3  | 2  | 3  | 3  | 3  | 2  | 2  | 1  | 3  | 3  | 3  | 3  | 3  |

Fonte: http://calcio-seriea.net/allenatori_squadra/1980/844/
Legenda:

Luogo: C = Casa; T = Trasferta. Risultato: V = Vittoria; N = Pareggio; P = Sconfitta.

### Statistiche dei giocatori
| Giocatore           | Serie A  | Serie A | Serie A     | Serie A    | Coppa Italia | Coppa Italia | Coppa Italia | Coppa Italia | Totale   | Totale | Totale      | Totale     |
| Giocatore           | Presenze | Reti    | Ammonizioni | Espulsioni | Presenze     | Reti         | Ammonizioni  | Espulsioni   | Presenze | Reti   | Ammonizioni | Espulsioni |
| ------------------- | -------- | ------- | ----------- | ---------- | ------------ | ------------ | ------------ | ------------ | -------- | ------ | ----------- | ---------- |
| G. Bruscolotti      | 30       | 0       | ?           | ?          | 4            | 0            | ?            | ?            | 34       | 0      | ?           | ?          |
| A. Capone           | 10       | 1       | ?           | ?          | 2            | 1            | ?            | ?            | 12       | 2      | ?           | ?          |
| A. Cascione         | 15       | 0       | ?           | ?          | 3            | 0            | ?            | ?            | 18       | 0      | ?           | ?          |
| L. Castellini       | 30       | -21     | ?           | ?          | 4            | -3           | ?            | ?            | 34       | -24    | ?           | ?          |
| C. Celestini        | 9        | 0       | ?           | ?          | -            | -            | -            | -            | 9        | 0      | 0+          | 0+         |
| G. Damiani          | 27       | 3       | ?           | ?          | 2            | 0            | ?            | ?            | 29       | 3      | ?           | ?          |
| M. Ferrario         | 29       | 0       | ?           | ?          | 4            | 0            | ?            | ?            | 33       | 0      | ?           | ?          |
| P. Fiore            | 1        | 0       | ?           | ?          | -            | -            | -            | -            | 1        | 0      | 0+          | 0+         |
| M. Guidetti         | 28       | 3       | ?           | ?          | 4            | 0            | ?            | ?            | 32       | 3      | ?           | ?          |
| G. Improta          | -        | -       | -           | -          | 2            | 0            | ?            | ?            | 2        | 0      | 0+          | 0+         |
| R. Krol             | 29       | 1       | ?           | ?          | -            | -            | -            | -            | 29       | 1      | 0+          | 0+         |
| L. Marangon         | 26       | 0       | ?           | ?          | 3            | 0            | ?            | ?            | 29       | 0      | ?           | ?          |
| R. Marino           | 13       | 0       | ?           | ?          | 4            | 0            | ?            | ?            | 17       | 0      | ?           | ?          |
| G. Musella          | 30       | 5       | ?           | ?          | 4            | 1            | ?            | ?            | 34       | 6      | ?           | ?          |
| E. Nicolini         | 29       | 1       | ?           | ?          | 4            | 2            | ?            | ?            | 33       | 3      | ?           | ?          |
| F. Palo             | 2        | 1       | ?           | ?          | -            | -            | -            | -            | 2        | 1      | 0+          | 0+         |
| C. Pellegrini (III) | 30       | 11      | ?           | ?          | 4            | 1            | ?            | ?            | 34       | 12     | ?           | ?          |
| W. Speggiorin (I)   | 15       | 2       | ?           | ?          | 3            | 0            | ?            | ?            | 18       | 2      | ?           | ?          |
| C. Vinazzani        | 28       | 0       | ?           | ?          | 4            | 0            | ?            | ?            | 32       | 0      | ?           | ?          |